# Chehalem
Chehalem az Amerikai Egyesült Államok Oregon államának Washington megyéjében elhelyezkedő önkormányzat nélküli település.
Elnevezése az atfalati indiánok chehalim törzse nevének elírásából keletkezett.

## Fordítás
- Ez a szócikk részben vagy egészben  a   Chehalem, Oregon című angol Wikipédia-szócikk ezen változatának fordításán alapul.  Az eredeti cikk szerkesztőit annak laptörténete sorolja fel. Ez a jelzés csupán a megfogalmazás eredetét és a szerzői jogokat jelzi, nem szolgál a cikkben szereplő információk forrásmegjelöléseként.